# Saint-Ouen (Somme)
Saint-Ouen település Franciaországban, Somme megyében. Lakosainak száma 1775 fő (2022. január 1.). Saint-Ouen Berteaucourt-les-Dames, Bettencourt-Saint-Ouen, Flixecourt, Saint-Léger-lès-Domart, Vignacourt és Ville-le-Marclet községekkel határos.

## Népesség
A település népessége az elmúlt években az alábbi módon változott:
| Lakosok száma | 1988 | 1915 | 1924 | 1907 | 1867 | 1828 | 1788 | 1781 | 1775 |
|               | 2013 | 2015 | 2016 | 2017 | 2018 | 2019 | 2020 | 2021 | 2022 |